# 富邦證券
富邦綜合證券是臺灣的一間證券公司，簡稱富邦證券、富邦證，為富邦金融控股公司的子公司。富邦證券旗下子公司有富邦期貨、富邦投顧、富邦證創投、富邦閩投創投、富邦證券(香港)等，目前在台灣經紀業務市占位居第三名。
富邦證券開戶可投資國家除台灣外，開立複委託戶可投資美國、英國、德國、日本、香港(含滬港通、深港通)及新加坡等區域的股票市場。

## 歷史
富邦證券的前身包含日盛證券及多家地區型券商，為一經歷多次併購而成長的證券公司。
富邦證券於1988年7月11日奉核准成立，成立時資本額為新台幣2億元，並於當年9月16日正式開業。富邦證券曾於1995年12月12日正式上櫃買賣，嗣後於2001年透過股權轉換成為富邦金控100%持有之子公司。
富邦證券早期曾受讓或合併高雄市允通證券、台中市俊寶證券、台南市上都證券等；2000年腳步轉趨積極，包括4月受讓日日春證券營業資產，9月通過「七合一」合併案，完成環球、中日、金山、華信、世霖、及快樂證券共6家證券公司的合併，其中多家標的為地方市佔龍頭，此為當時台灣證券史上最大宗合併案。
2016年，富邦證券進行營運模式調整及一連串大規模據點整併，當年規劃完成五組據點整併及新設一家財富管理分公司，至當年底全台共餘49家分公司。
2021年，富邦金控於2021年將日盛金控納為子公司，開始進行子孫公司富邦證券與日盛證券的合併，預估富邦證券經紀市占率將由5~6%提升至9%左右，接近市場第二凱基證券。
2022年11月11日富邦金控和日盛金控合併，2023年4月9日富邦證券和日盛證券合併，當年度進行營運模式調整及整合通路資源，12月底全台分公司家數為57家。
2023年7月，富邦證券與連線商業銀行合作導流開戶，創下國內券商攜手純網銀的首例。

## 轉投資
- 1997年，富邦期貨成立。
- 2011年，將富邦投信納為其子公司。2019年12月，富邦金控調整轉投資結構，富邦投信由富邦證券100％持股之子公司，調整成為富邦金控直接100％持股之子公司。[7]
- 2012年，富邦證券(香港)開業[8]。
- 2015年，成立富邦證創業投資。

## 外部連結
富邦證券 （页面存档备份，存于）